# География растений
Геогра́фия расте́ний, фитогеография — раздел ботаники и физической географии, изучающий географическое распространение растений, вместе с географией растительности является частью ботанической географии.

## Объекты исследований
Основными объектами для исследований географии растений являются ареалы и флоры.

## История науки
Появление географии растений как науки связано с трудами немецкого учёного Александра Гумбольдта и француза Эме Бонплана и относится к 1805 году, когда они опубликовали свою работу «Этюд о географии растений» (фр. «L'essai sur la géographie des plantes», Париж, 1805).

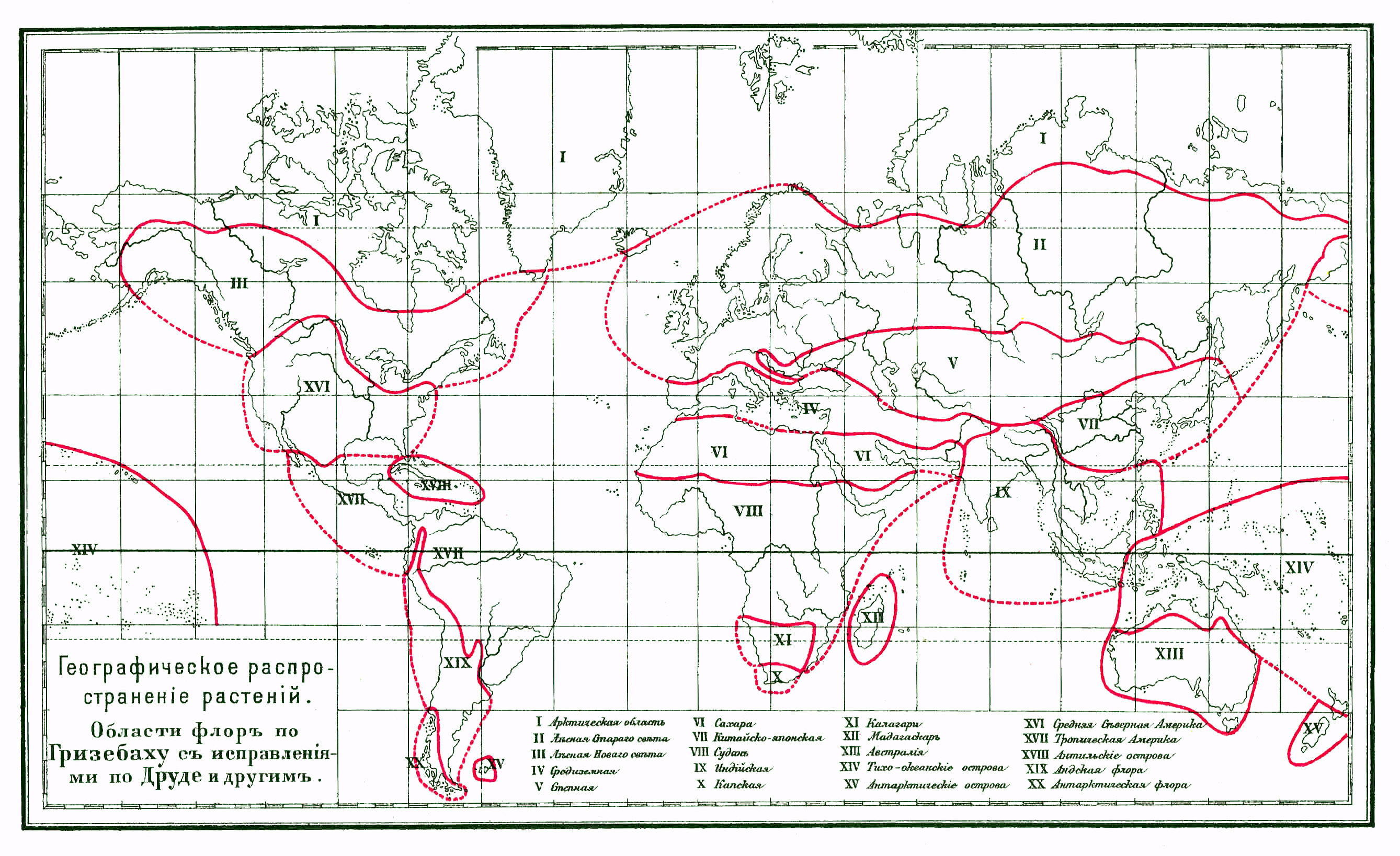
Географическое распространение растений
(карта, составленная в начале XIX века)

В этом труде Гумбольдт и Бонплан впервые дают важнейшие законы, управляющие распределением растительности по разным местам земного шара, указывают на местные частности, изменяющие эти законы, и основывают свои взгляды как на богатом фактическом материале, так и на вопросах возможной акклиматизации и культуры растений, полезных человеку.
После Гумбольдта число работ по ботанической географии стало быстро увеличиваться, так что, благодаря трудам Скоу, Декандоля, Эренберга, Мирбеля, Гризебаха, Друде, а из русских Семёнова, Борщова, Бекетова, Гоби, Краснова, Коржинского и других, теперь известно о распределении растительных типов по поверхности земли и можно дать более или менее ясный отчёт о многочисленности различных условий жизни всевозможных растений Земли.
Капитальным трудом и неисчерпаемым источником мыслей и знания, давшим ботанической географии огромный толчок вперёд, служит и до сих пор сочинение Альфонса Декандоля «Géographie botanique raisonnée» (Париж, 1855).
Много ценного по географии растений заключает в себе сочинение Гризебаха «Растительность земного шара согласно климатическому её распределению» (Гёттинген, 1871; русский перевод с примечаниями А. Бекетова, 1874—1875).
В конце XIX века Оскар Друде дал целый ряд статей по ботанической географии, завершившийся новым опытом общей географии растений — «Handbuch der Pflanzen geographie» (Штутгарт, 1890).

## Отрасли
- Фитохорология — изучение ареалов растений.
- Флористическая география растений — изучение совокупности видов растений, населяющих ту или иную территорию (флоры).
- Экологическая география растений — изучение зависимости распространения растений от условий внешней среды.
- Историческая (или генетическая) география растений — изучение истории развития флор.